# Варшавский меридиан

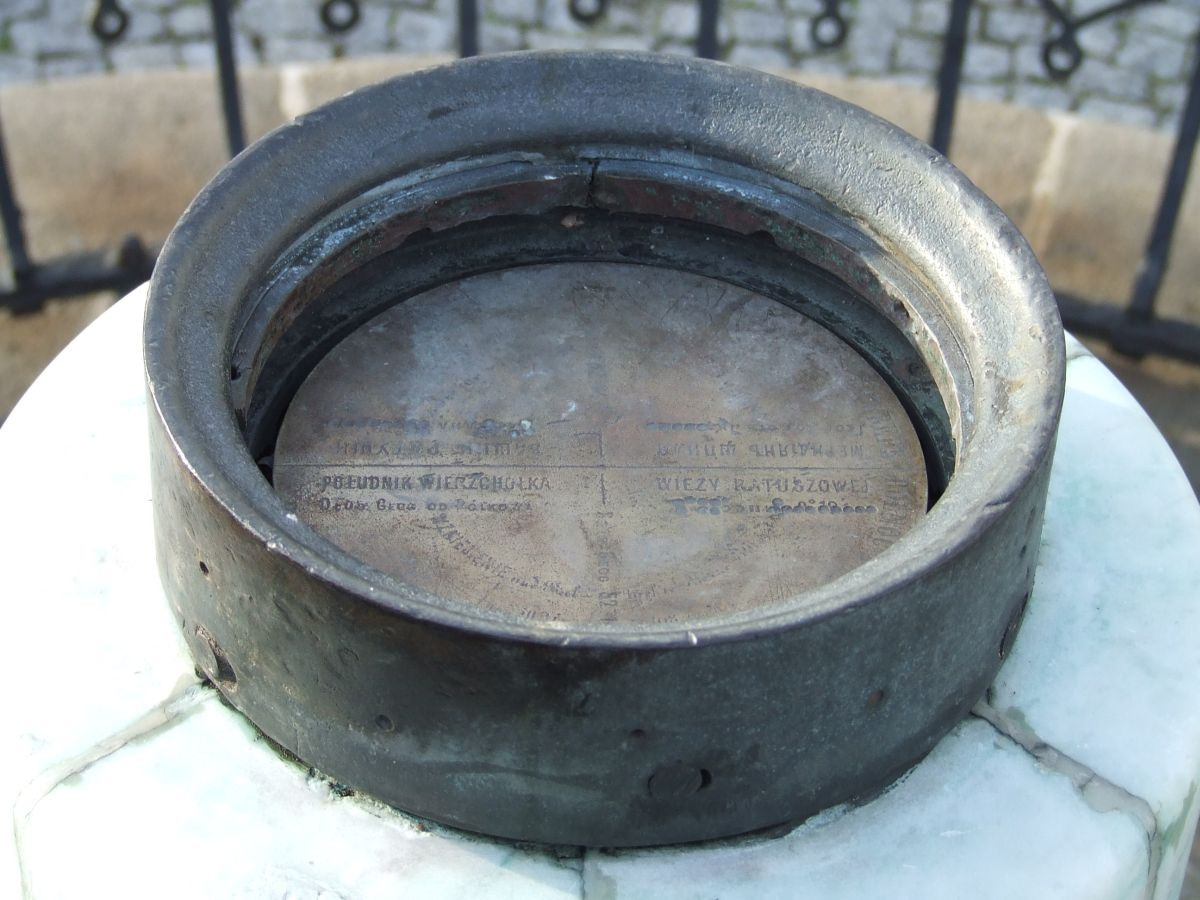
Табличка на вершине колонны

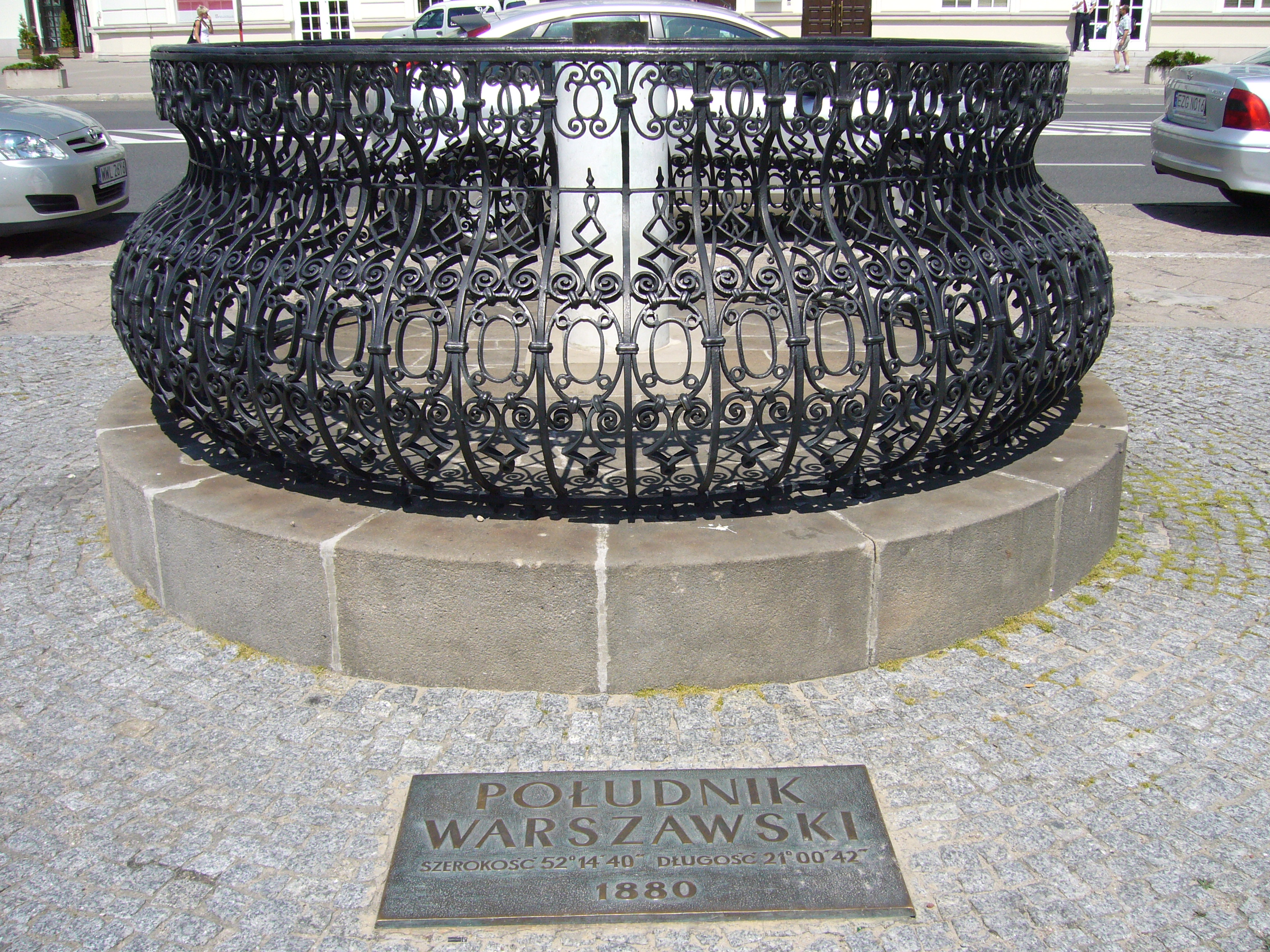
Колонна окружённая балюстрадой и табличка с ошибочной надписью

«Варшавский меридиан» (пол. Południk Warszawski) — традиционное название памятной колонны, расположенной на Театральной площади в Варшаве, ошибочно отождествляемой с историческим варшавским нулевым меридианом, или меридианом 21° в. д., проходящим через центр города. На самом деле, это геодезический пункт 1872 года.

## История
В 1872 году (ранее был ошибочно указан 1800 год) на Театральной площади напротив дворца Яблоновских, тогдашней резиденции городских властей, была установлена мраморная колонна. В верхней части колонны находится металлическая табличка, защищённая стеклом, на которой были написаны географические координаты точки измерения, её высота над уровнем Балтийского моря и ноль Вислы; в центре на таблице выгравированы пересекающиеся под прямым углом линии параллели и меридиана, проходящего через шпиль башни ратуши, служившей базовой точки триангуляции в Варшаве.
Колонна была создана в связи с триангуляционными измерениями дуги параллели 52° с. ш., проводившихся в Российской империи в 1870—1885 и выполненных российским генералом и геодезистом Иосифом Ипполитовичем Жилинским; дуга параллели 52° северной широты простиралась от Валенсии в Ирландии до Орска на Урале. Она была частью международной сети триангуляции, созданной в 1861 году для нужд компании по измерению длины градуса дуги в Центральной Европе, а затем распространившейся на весь континент, включив национальные триангуляционные сети европейских государств, в том числе Парижский меридиан, по которому была определена длина метра и дугу Струве в России.
Колонна служила для геодезических и магнитных измерений, являясь так называемым координатным пунктом передачи от точки триангуляции на ратушной башне. На стенах ратуши и Большого театра были размещены медные полосы (меридианы мира), используемые для калибровки геодезических измерительных приборов по направлению север/юг, от которого отсчитывались азимуты и при наблюдении магнитного склонения, то есть изменений в отклонении магнитного полюса от географического полюса. Пластины были также встроены в поверхность площади, чтобы отметить меридиан башни ратуши.
Через год после установки (1873) колонна была окружена круговой железной балюстрадой по заказу наместника Царства Польского русского топографа Фёдора Берга.
Колонна в целости и сохранности пережила вторую мировую войну, несмотря на значительный ущерб нанесённый зданиям окружающим площадь. В 1965 году во время реконструкции Театральной площади на тротуаре возле колонны была установлена табличка с неверным названием «Варшавский меридиан» и ошибочной датой её создания — 1880 год. После археологических работ в окрестностях колонны в 2013 году табличка была удалена.
Варшавский нулевой меридиан не связан с колонной на театральной площади. Этот меридиан проходит через переходный инструмент Астрономической обсерватории Варшавского университета, и был определён основателем обсерватории астрономом Францишеком Арминским. Варшавский нулевой меридиан использовался во время картографических работ по составлению так называемой Интендантской карты 1839 года, на которой долготы даны относительно этого меридиана. В настоящее время этот меридиан имеет долготу 21° 01' 39.259 в. д.
Положение колонны также не совпадает с прохождением меридиана 21° иногда называемого «варшавским меридианом», который проходит через центр Варшавы.

## В культуре
Колонна была показана в фильме «Влюбленный пингвин» со Збигневом Цибульским.